# Paul Frölich
Paul Frölich (Leipzig, 7 de agosto de 1884 – Fráncfort del Meno, 16 de marzo de 1953) fue un periodista y dirigente político de izquierda, miembro fundador del Partido Comunista de Alemania y fundador del periódico del partido, Die Rote Fahne. Diputado del Partido Comunista en el Reichstag en dos ocasiones, Frölich fue expulsado de ese Partido en 1928, después de lo cual se unió al movimiento organizado de la Oposición Comunista Alemana. Frölich es recordado como biógrafo de Rosa Luxemburgo.

## Biografía
Nació en una familia obrera alemana. Era el segundo de once hijos. Estudió Historia y Ciencias Sociales en la escuela vocacional de Leipzig.
Se unió al Partido Socialdemócrata de Alemania (SPD) en 1902. Trabajó como periodista durante las primeras décadas del siglo XX; escribió para el Hamburger Echo de 1910 a 1914 y para el Bremer Bürgerzeitung de 1914 a 1916. Entre 1916 a 1918, Frölich y Johann Knief editaron juntos el semanario político Arbeitrpolitik (Política Obrera) que surgió como la voz del socialismo revolucionario en Bremen. Frölich fue representante de la izquierda de Bremen en la Conferencia Kiental, en abril de 1916, una reunión de socialistas internacionalistas celebrada en Kiental, Alemania.
En 1918, Frölich fundó el periódico Die Rote Fahne (La bandera roja), en Hamburgo, que más tarde se convirtió en el órgano oficial del Partido Comunista de Alemania (KPD), que Frölich ayudó a establecer a fines de diciembre de 1918. Durante este período, Frölich a veces escribió bajo el seudónimo de "Paul Werner". El congreso fundador del KPD eligió a Frölich para su Comité Central. Fue reelegido para este puesto por el Congreso de 1920, pero a finales de año fue sustituido como resultado de la fusión del KPD con el Partido Socialdemócrata Independiente de Alemania (USPD). Desde 1920 hasta su muerte, Frölich convivió con la comunista Rosi Wolfstein (1888-1987), aunque los dos se casaron formalmente en 1948.
Después de la salida del KPD, en 1921, de una facción liderada por Paul Levi, Frölich se reincorporó al Comité Central. Fue uno de los delegados del partido al 3er Congreso de la Internacional Comunista, celebrado en Moscú, en el verano de 1921. Frölich fue seleccionado por el congreso como representante del KPD para el Comité Ejecutivo de la Internacional Comunista (ECCI). Fue elegido como diputado del Partido Comunista en el Reichstag, sirviendo como tal desde 1921 hasta 1924 y nuevamente en 1928. Fue expulsado del KPD en diciembre de 1928, por ser supuestamente partidario de la llamada tendencia conciliadora de "derecha". Se unió entonces a la Partido Comunista de Alemania (Oposición) KPD-O, y en 1932 ingresó al Partido Obrero Socialista (SAP), a cuyo colectivo de dirección se incorporó.
Tras el ascenso al poder de Adolf Hitler, en 1933, Frölich fue detenido y llevado al campo de concentración de Lichtenburg, hasta diciembre de ese año. Entonces se refugió en Francia, instalándose en París, en febrero de 1934. Después de la invasión de Francia por los nazis en 1940, Frölich rápidamente viajó al exilio  en los Estados Unidos, donde permaneció hasta después de la conclusión de la Segunda Guerra Mundial. Frölich regresó a Alemania Occidental en 1950, donde pasó los últimos años de su vida, hasta su fallecimiento en 1953.